# جیمی جانستون
 جیمی جانستون (انگلیسی: Jimmy Johnstone؛ ۳۰ سپتامبر ۱۹۴۴ – ۱۳ مارس ۲۰۰۶) یک بازیکن فوتبال اهل اسکاتلند بود.